# Red Robin Gourmet Burgers

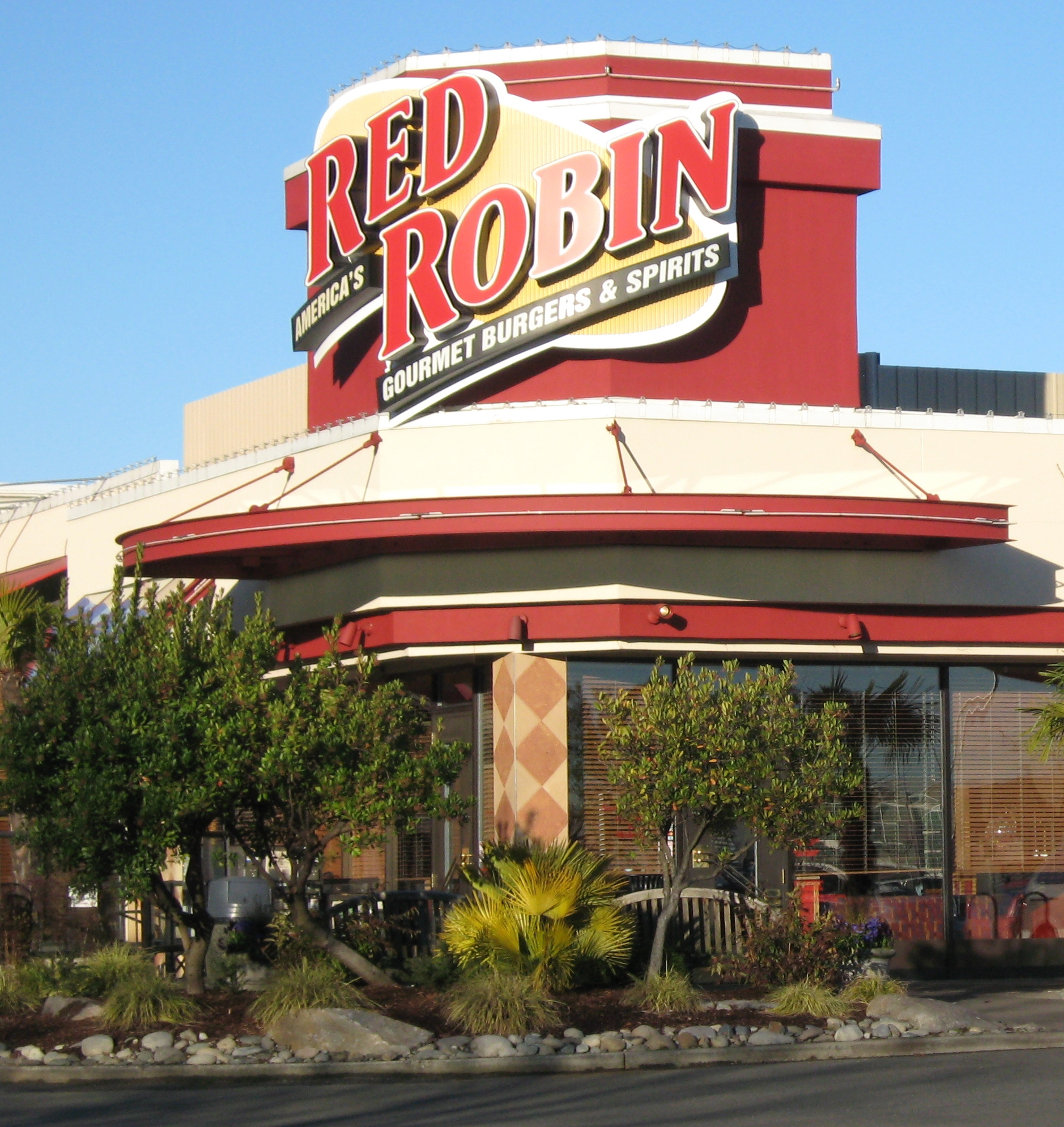
Ristorante della catena a Tukwila (Washington)

Red Robin Gourmet Burgers o Red Robin  è una catena di ristoranti statunitense fondata nel 1969 a Seattle, Washington e ora con sede a Greenwood Village in Colorado.
A partire da settembre 2019, la società ha 562 ristoranti in attività.

## Storia
Il primo ristorante Red Robin si trovava all'angolo tra Furhman e Eastlake Avenues E. a Seattle, all'estremità meridionale del ponte dell'Università. Questo edificio risale al 1940 e inizialmente fu chiamato Sam's Tavern. Il proprietario, Sam, cantava in un quartetto da barbiere e spesso si sentiva cantare la canzone "When the Red, Red Robin (Comes Bob, Bob, Bobbin 'Along)". La canzone gli è piaciuta così tanto che alla fine ha cambiato il nome in Red Robin di Sam.
Nel 1969, l'imprenditore locale di ristoranti Gerry Kingen di Seattle acquistò il ristorante e lo espanse. Il business lasciò cadere il "Sam's" e divenne semplicemente Red Robin.
Nel 1979, Kingen vendette a Michael e Steve Snyder i diritti di aprire un Red Robin a Yakima, Washington e The Snyder Group Company divenne il primo affiliato di Red Robin. Nel 1980, Red Robin aprì un ristorante a Portland, nell'Oregon. Nel 1983, Red Robin adottò una mascotte di nome Red. Nel 1985, Red Robin vantava 175 ristoranti quando il quartier generale dell'azienda fu spostato dal centro di Seattle a Irvine, in California, dopo che il CEO Kingen vendette una partecipazione di controllo in Red Robin Corp. alla Skylark Corporation in Giappone e dove Michael Snyder aveva uffici Red Robin. Con successi marginali e scarse prestazioni finanziarie sotto la direzione di Skylark, Kingen, allora proprietario di una minoranza, nel 1995 è tornato in Red Robin con Michael Snyder per riportare l'azienda alla redditività. Nel 2000, Red Robin si fuse con il gruppo di Snyder. Snyder ha reso pubblica la società nel 2002.